# Lisianthius cordifolius
Lisianthius cordifolius är en gentianaväxtart som beskrevs av Carl von Linné. Lisianthius cordifolius ingår i släktet Lisianthius och familjen gentianaväxter. Inga underarter finns listade i Catalogue of Life.